# 飛嶋繁
飛嶋 繁（とびしま しげし、1907年1月10日 - 1986年2月1日）は、日本の政治家および実業家。衆議院議員、藤沢市長および飛島組社長を務めた。父親は、飛島組の実質創業者である貴族院議員の飛嶋文吉。

## 略歴
- 1931年（昭和6年） - 明治大学専門部商科を卒業し[1]、父親の飛島文吉が社長を務める飛島組へ入社し、後継者教育を受けつつ経営へ携わる。
- 1932年（昭和7年）9月 - 父文吉が貴族院議員に当選したことを期に、飛島組社長となる。
- 1938年（昭和13年）3月6日 - 静岡県浜名湖の弁天島に、浜名湖ホテルを開業。
- 1942年（昭和17年）1月 - 藤沢市へ武道場（後の藤沢公民館分館「済美館」）を寄贈する。
- 1945年（昭和20年）5月24日 - 空襲により、東京の自宅を失う。
  - 7月19日 - 爆撃により、福井市内の旧本宅と本社を失う。
- 1946年（昭和21年）4月24日 - 神奈川県藤沢市臨時市議会で、市長候補者として推薦議決を受ける。
  - 6月14日 - 藤沢市長に就任する。
当時は、藤沢市辻堂5583番地に居を構えていた。
- 1947年（昭和22年）4月5日 - 藤沢市で第1回市長公選が実施され、市長に無投票当選する。
  - 5月14日 - 病気を理由に市長職の辞表を提出する。
  - 5月19日 - 辞表を撤回する。
- 1948年（昭和23年）2月23日 - 市長を辞職する。
  - 10月31日 - 飛島組を解散する。
- 1949年（昭和24年）1月23日 - 第24回衆議院議員総選挙にて、福井県全県区から衆議院議員に当選。
- 1950年（昭和25年）2月28日 - 神奈川県藤沢郵便局庁舎敷地を寄付する。
- 1952年（昭和27年）8月28日 - 抜き打ち解散により、衆議院議員を退任。
- 1982年（昭和57年）4月29日 - 勲三等瑞宝章に叙される。
- 1986年（昭和61年）2月1日 - 心不全で死去する。
  - 2月7日 - 特旨を以て位記を追賜される。